# Carletto Sposito
Carletto Sposìto, vero nome Carlo (Palermo, 1º maggio 1924 – Roma, 8 settembre 1984), è stato un attore italiano.

## Biografia
Fratello dell'autore teatrale Raffaele Sposito in arte Faele, fu caratterista poliedrico, a volte anche drammatico. La sua carriera artistica si è svolta in ogni campo dello spettacolo: dalla rivista, alla prosa, al cinema, alla televisione, alla radio e al cabaret.
È morto l'8 settembre 1984 a 60 anni.

### Rivista
Iniziò nel 1942 con la rivista, lavorando con Wanda Osiris e Carlo Dapporto. A Radio Palermo, una delle prime trasmissioni RAI, nel 1945, creò una trasmissione radiofonica di grande successo, Il Calabrone fino al 1948. Nel 1960 e per tre anni fece cabaret all'ex teatro Arlecchino di Roma, oggi teatro Flaiano, con Toni Ucci ed Enzo Garinei.
Nel 1961 ricevette il premio della Maschera d'argento per il teatro, per la sua partecipazione alla commedia musicale "Delia Scala Show", di Pietro Garinei e Sandro Giovannini, con testi di Antonio Amurri, di Faele e di Dino Verde.
Partecipò a vari spettacoli teatrali di rivista con Erminio Macario e Raffaella Carrà (Non sparate al reverendo e I Rompiglioni). Lavorò inoltre per il Bagaglino e al Cabaret Sancarlino di Roma con Lino Banfi per oltre due anni.

### Teatro di prosa
Recitò anche nel teatro di prosa, sia all'ex teatro Arlecchino di Roma, con una serie di atti unici per la regia di Sergio Sollima, sia presso il teatro stabile di Catania con Turi Ferro.

### Attività cinematografica e televisiva

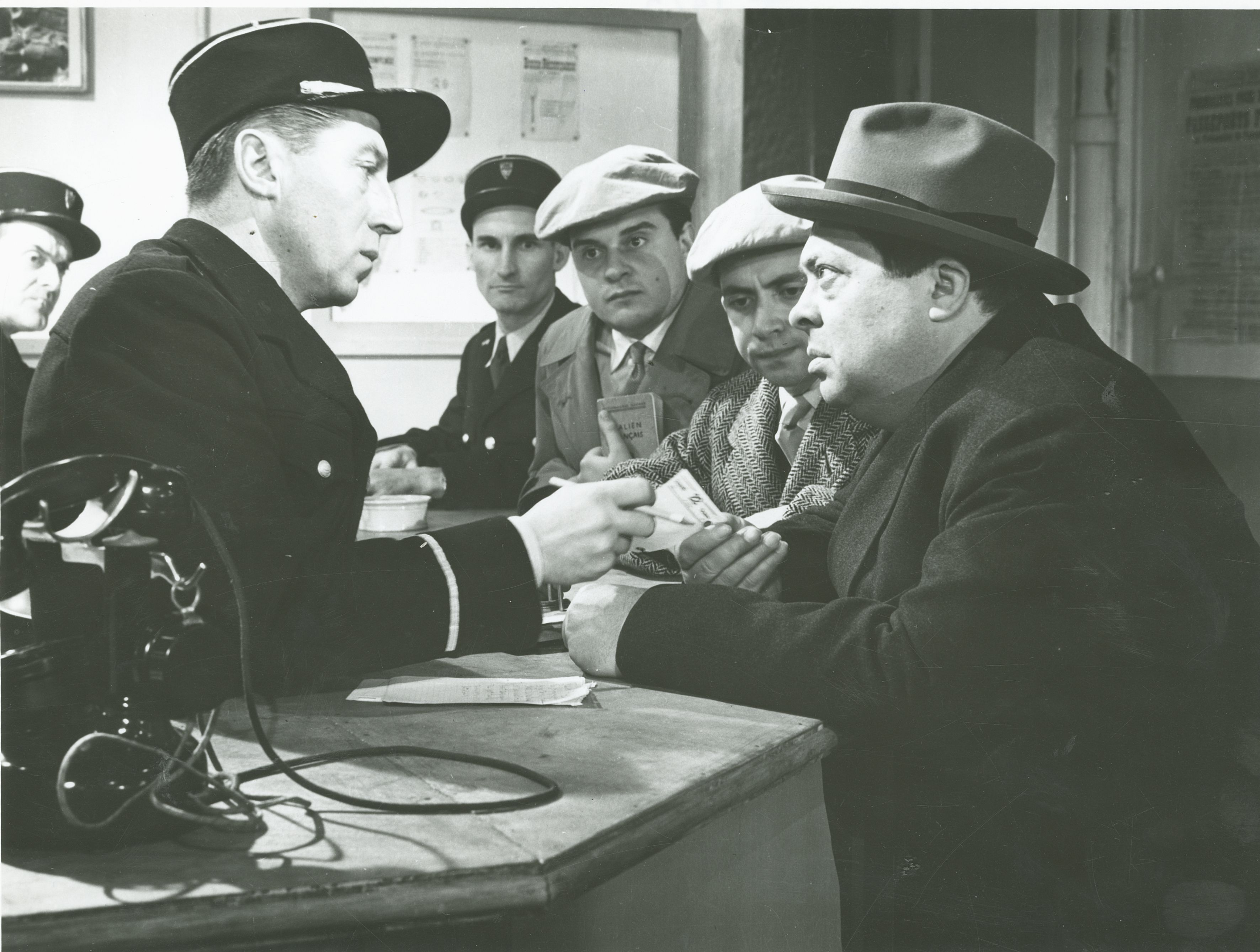
Carlo Sposito (al centro) con Paolo Panelli, Aldo Fabrizi e altri in una scena del film Parigi è sempre Parigi del 1951 diretto da Luciano Emmer

In ambito cinematografico ebbe parti rilevanti in un centinaio di film e fu anche apprezzato doppiatore (La terra trema di Luchino Visconti, Il padrino e Il padrino - Parte II).
Nella televisione partecipò a Canzonissima del 1961 con Sandra Mondaini, Giovanna, la nonna del Corsaro Nero nel 1962 con Anna Campori, Giulio Marchetti e Pietro De Vico e recitò in opere teatrali tele-trasmesse (Questo matrimonio si deve fare di Vitaliano Brancati e Domanda di grazia di Edmo Fenoglio) e nello sceneggiato Bambole di Alberto Negrin.

## Filmografia
- Malacarne, regia di Pino Mercanti (1946)
- Anni difficili, regia di Luigi Zampa (1948)
- Torna a Napoli, regia di Domenico Gambino (1949)
- Rondini in volo, regia di Luigi Capuano (1949)
- Donne senza nome, regia di Géza von Radványi (1950)
- È più facile che un cammello..., regia di Luigi Zampa (1950)
- Il bivio, regia di Fernando Cerchio (1951)
- Parigi è sempre Parigi, regia di Luciano Emmer (1951)
- Enrico Caruso, leggenda di una voce, regia di Giacomo Gentilomo (1951)
- Core 'ngrato, regia di Guido Brignone (1951)
- Una bruna indiavolata!, regia di Carlo Ludovico Bragaglia (1951)
- Vedi Napoli e poi muori, regia di Riccardo Freda (1952)
- È arrivato l'accordatore, regia di Duilio Coletti (1952)
- Giovinezza, regia di Giorgio Pàstina (1952)
- Menzogna, regia di Ubaldo Maria Del Colle (1952)
- Cani e gatti, regia di Leonardo De Mitri (1952)
- Serenata amara, regia di Pino Mercanti (1952)
- Processo contro ignoti, regia di Guido Brignone (1952)
- Noi peccatori, regia di Guido Brignone (1952)
- Un marito per Anna Zaccheo, regia di Giuseppe De Santis (1953)
- Ci troviamo in galleria, regia di Mauro Bolognini (1953)
- Prima di sera, regia di Piero Tellini (1953)
- Teodora, imperatrice di Bisanzio, regia di Riccardo Freda (1954)
- Il matrimonio, regia di Antonio Petrucci (1954)
- Papà Pacifico, regia di Guido Brignone (1954)
- I tre ladri, regia di Lionello De Felice (1954)
- L'arte di arrangiarsi, regia di Luigi Zampa (1954)
- Milanesi a Napoli, regia di Enzo Di Gianni (1955)
- La bella mugnaia, regia di Mario Camerini (1955)
- Canzoni per tutta l'Italia, regia di Domenico Paolella (1955)
- Il falco d'oro, regia di Carlo Ludovico Bragaglia (1955)
- Cantando sotto le stelle, regia di Marino Girolami (1956)
- Donne, amore e matrimoni, regia di Roberto Bianchi Montero (1956)
- Sette canzoni per sette sorelle, regia di Marino Girolami (1957)
- Serenate per 16 bionde, regia di Marino Girolami (1957)
- Primo applauso, regia di Pino Mercanti (1957)
- La ragazza del palio, regia di Luigi Zampa (1957)
- Serenatella sciuè sciuè, regia di Carlo Campogalliani (1958)
- Marinai, donne e guai, regia di Giorgio Simonelli (1958)
- Le cameriere, regia di Carlo Ludovico Bragaglia (1959)
- La sceriffa, regia di Roberto Bianchi Montero (1959)
- Le sorprese dell'amore, regia di Luigi Comencini (1959)
- I complessi, regia di Franco Rossi (1965)
- Gli amanti latini, regia di Mario Costa (1965)
- Con rispetto parlando, regia di Marcello Ciorciolini (1965)
- Ischia operazione amore, regia di Vittorio Sala (1966)
- Io, io, io... e gli altri, regia di Alessandro Blasetti (1966)
- Don Giovanni in Sicilia, regia di Alberto Lattuada (1967)
- Quando dico che ti amo, regia di Giorgio Bianchi (1967)
- Puro siccome un angelo papà mi fece monaco... di Monza, regia di Giovanni Grimaldi (1969)
- Un caso di coscienza, regia di Giovanni Grimaldi (1969)
- I zanzaroni, regia di Ugo La Rosa (1969)
- Principe coronato cercasi per ricca ereditiera, regia di Giovanni Grimaldi (1970)
- W le donne, regia di Aldo Grimaldi (1970)
- La prima notte del dottor Danieli, industriale, col complesso del... giocattolo, regia di Giovanni Grimaldi (1970)
- Le belve, regia di Giovanni Grimaldi (1971)
- Le inibizioni del dottor Gaudenzi, vedovo, col complesso della buonanima, regia di Giovanni Grimaldi (1971)
- Il vedovo d'oro, regia di Giovanni Grimaldi (1973)
- Quando le donne si chiamavano madonne, regia di Giovanni Grimaldi (1974)
- Il fidanzamento, regia di Giovanni Grimaldi (1975)
- La pretora, regia di Lucio Fulci (1976)
- Von Buttiglione Sturmtruppenführer, regia di Mino Guerrini (1977)
- L'insegnante va in collegio, regia di Mariano Laurenti (1977)
- La liceale nella classe dei ripetenti, regia di Mariano Laurenti (1978)
- L'insegnante viene a casa, regia di Michele Massimo Tarantini (1978)
- La liceale seduce i professori, regia di Mariano Laurenti (1978)
- Cugine mie, regia di Marcello Avallone (1978)
- L'infermiera nella corsia dei militari, regia di Mariano Laurenti (1979)
- La ripetente fa l'occhietto al preside, regia di Mariano Laurenti (1980)

### Televisione
- Tempo libero (1958)
- Sette per sette (1960)
- Canzonissima (1961)
- Giovanna, la nonna del Corsaro Nero (1962)
- Follie d'estate regia di Stefano de Stefani (1963)
- Le sorprese di primo letto regia di Flaminio Bollini (1964)
- Il macchiettario regia di Lino Procacci (1964)
- Il varietino (1964)
- Forza otto regia di Lino Procacci (1966)
- Imputato, alzatevi! regia di Lino Procacci (1965)
- Il delitto (1966)
- I noti motivi regia di Piero Turchetti (1969)
- Il rossetto (1969)
- Questo matrimonio si deve fare regia di Claudio Fino (1970)
- Il Marchese di Roccaverdina regia di Edmo Fenoglio (1972)
- A torto o a ragione regia di Edmo Fenoglio (1977)
- Astuzia per astuzia regia di Mario Caiano (1978)
- Che combinazione regia di Luigi Turolla (1978)
- Bambole: scene di un delitto perfetto, regia di Alberto Negrin (1980)
- Le storie di Mozziconi  episodio Mozziconi sul raccordo regia di Nanni Fabbri (1983)